# Comuna Preddvor
Preddvor (Občina Preddvor) este o comună din Slovenia, cu o populație de 3.200 de locuitori (2002).

## Localități
Bašelj, Breg ob Kokri, Hraše pri Preddvoru, Hrib, Kokra, Mače, Možjanca, Nova vas, Potoče, Preddvor, Spodnja Bela, Srednja Bela, Tupaliče, Zgornja Bela